# Michiel van Hulten
Michiel Frans van Hulten (ur. 18 lutego 1969 w Lelystadzie) – holenderski polityk, lobbysta, deputowany do Parlamentu Europejskiego (1999–2004).

## Życiorys
Kształcił się w London School of Economics, następnie w Kolegium Europejskim w Brugii. Od 1993 do 1995 był etatowym pracownikiem holenderskiej konfederacji związków zawodowych, później pracował jako sekretarz ministra edukacji i urzędnik w administracji Rady Unii Europejskiej.
W wyborach w 1999 z ramienia Partii Pracy (PvdA) uzyskał mandat posła do Parlamentu Europejskiego V kadencji. Należał do grupy socjalistycznej, pracował m.in. w Komisji Kontroli Budżetowej. W PE zasiadał do 2004.
Od 2005 do 2007 pełnił techniczną i formalną funkcję przewodniczącego PvdA. Następnie do 2001 zajmował stanowisko dyrektora zarządzającego brukselskim biurem międzynarodowej agencji PR Burson-Marsteller. Następnie zajął się prowadzeniem własnej działalności w branży doradczej w zakresie spraw związanych z Unią Europejską. W 2019 został dyrektorem biura oddziału Transparency International przy UE w Brukseli.